# Наджент Слотер
Наджент Слотер (англ. Nugent Slaughter; 17 березня 1888 - 27 грудня 1968) — американський дизайнер спецефектів, який створив спеціальні звукові ефект для фільму «Співак джазу» (1927). Його зусилля в цьому проекті принесли йому номінацію на премію «Оскар» за візуальні ефекти.